# تقييم الفم

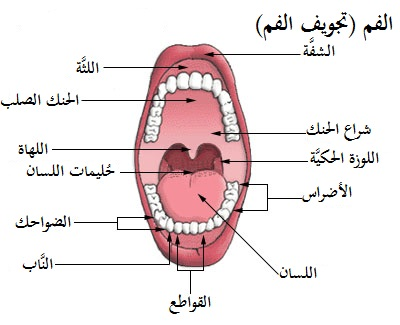
أجزاء الفم

تقييم الفم (بالإنجليزية:Mouth assessment) يقدم كجزء من تقييم صحة المريض. الفم هو بداية الجهاز الهضمي وجزء كبير من المسالك الهوائية. قبل تقييم الفم، ينصح المريض بإزالة أي أطقم أسنان، يبدأ التقييم باستطلاع صحة الأسنان، يتضمن أسئلة عن التسوس، بحة الصوت، عسر البلع (صعوبة البلع)، تغيير الطعم، أو التهاب الحلق المتكرر، الاستخدام السابق أو الحالي للتوباكو، واستهلاك الكحول، وأي قرح أو جروح أو نزيف للثة.

## الشفاه

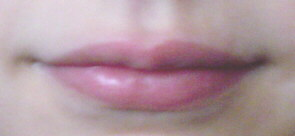
الشفاه الطبيعية

الشفاه بشكل طبيعي تكون متناظرة، وردية، ناعمة ورطبة، لا يجب أن يكون هناك كتل أو زوائد أو فقدان في لون الأنسجة. الشفاه الغير طبيعية تكون غير متماثلة، زرقة،اللون الكرزي أو اللون الباهت الناجم عن الجفاف. الأمراض المخاطية تتضمن الكيسة المخاطية، القرحة الفموية، التهاب الشفة الزاوي، السرطانة، فلح الشفة، اللطاخ الأبيض، الهربس والتهاب الشفة.

## الأسنان
حالة الأسنان تشير إلى الصحة العامة للشخص. يجب أن تكون الأسنان خالية من التسوس، بيضاء وبمينا أسنان لامعة وأسطح وأطراف ملساء. عدد الأسنان لدى البالغين 32 (16 في كل فك). الأطفال بعمر السنتين ونصف يكون عدد أسنانهم اللبنية 20 (10 في كل فك). لا يكون هناك أسنان غير طبيعية أو متقلقلة أو مكسورة أو في موقع خاطئ. أمراض الأسنان تتضمن تسوس السن بسبب الرضاعة من الزجاجة، ورم لثوي وأسنان هتشنسون.

## اللثة
تقييم اللثة، يتم استخدام خافض اللسان بلطف لإزاحة الوجنة ليتم التمكن من فحص اللثة العلوية والسفلية ويجب أن يظهر متماثل، تكون اللثة رطبة ووردية. الأشخاص ذوو البشرة الداكنة قد يكون لديهم خط داكن على طول حواف اللثة. من غير الطبيعي وجود تورم، زرقة، شحوب لونها، الجفاف أو النزف. تتضمن أمراض اللثة الطلاوة، تضخم اللثة، التهاب اللثة، التهاب دواعم السن، والقرحة الفموية.

## مخاطية الفم
لتفقد مخاطية الفم، يتم إزاحة الوجنة بخافض اللسان ثم يتم تفحص النسيج تحت الضوء، يظهر النسيج الصحي رطبًا، ناعم، لامع ووردي. توجد قناة الغدة النكفية مقابل الرحى الثانية. من غير الطبيعي الجفاف والزرقة وشحوب مخاطية الفم وحبيبات فوردايس وعلامات المرض التي تتضمن التقرح القلاعي (canker sores)، بقع كوبليك (Koplik's spots) (يتم بها الاكتشاف المبكر للحصبة) داء المبيضات، والطلوان.

## الحنك الصلب
يميل المريض رأسه للخلف ويفتح فمه لتقييم الحنك الصلب (Hard palate). يظهر التقييم بالنظر تحت الضوء الحنك الصلب السليم لونه فاتح قليلًا، ذو بنية صلبة، ويوجد به غضون مستعرضة متعرجة. من غير الطبيعي إصفرار لون الحنك الصلب أو الشحوب الشديد في لونه، وتتضمن أمراضه النتوء الحنكي، فلح الشفة، ساركوما كابوسي والطلوان.

## الحنك الرخو واللهاة
يتم فحص الحنك الرخو (soft palate) تحت الضوء. يجب أن يكون لونه وردي فاتح، ناعم وقابل للحركة لأعلى. لفحص اللهاة يتم الضغط على لسان المريض لأسفل باستخدام خافض اللسان ثم يقول المريض (آه)، يجب أن تبدو اللهاة كحلية متدلية في خط المنتصف ترتفع على طول الحنك الرخو. من غير الطبيعي انحراف اللهاة من خط المنتصف، عدم تماثل جانبي الحنك الرخو أو اللهاة أو الإحمرار في أي منهما. تتضمن الأمراض التي قد تصيبهم فلح اللهاة أو انشقاقها، فلح الحنك، والسرطانة. لو تعرض العصب الدماغي العاشر للإصابة لا يرتفع الحنك الرخو عند فتح الفم.

## اللسان
يتم تقييم كل جوانب اللسان. لفحص الجانب الظهري أو العلوي (dorsal) من اللسان، يخرج المريض لسانه. اللسان الصحي يكون ظاهره متناظر، وردي، رطب، خشن قليلًا بسبب الحليمات (papillae) وغالبًا توجد طبقة رقيقة بيضاء عليه.جانبي اللسان يتم فحصها بإمساكه بقطعة شاش ثم تحريكه للجانبين وفحص كل جانب، يجب أن يكون وردي، رطب، أملس ولامع. يتم تقييم الجانب البطني (الأسفل) (ventral) للسان بجعل المريض يلمس بطرف لسانه سقف فمه. إذا كان صحيًا يكون لديه أوردة بارزة ويكون وردي، ناعم، رطب، لامع ولا توجد به آفة. اللجام (frenulum) يكون في المنتصف أسفل اللسان. من غير الطبيعي الإحمرار الملحوظ، الزرقة، أو الشحوب الشديد للسان. تتضمن الأمراض التي قد تصيبه اللسان المشقق، اللسان الجغرافي، التهاب اللسان، اللسان الأسود المشعر، السرطانة، ضخامة اللسان، داء المبيضات، القرحة القلاعية والطلوان.

## اللوزتين (إن وجدت)
لتقييم اللوزتين، يفتح المريض فمه ويخفض اللسان بخافض اللسان. ثم يتم النظر إلى حلق المريض بوجود ضوء، إذا كان طبيعي سيكون وردي اللون متماثل وبحجم طبيعي. يتدرج حجم اللوزتين كالآتي:
- 1+ مرئي.
- 2+ في المنتصف ما بين اللهاة والدعامات اللوزية.
- 3+ تلمس اللهاة.
- 4+ تلمس بعضها البعض.

من غير الطبيعي احمرار لونها وكبر حجمها ووجود إفرازات بيضاء أو صفراء.التهاب اللوزتين (Tonsillitis) هو حدوث التهاب في اللوزتين.

## حالات خاصة
المرضى ذوي متلازمة داون والكثم (متلازمة نقص اليود الخلقي) لديهم تأخر في ظهور الأسنان، وعادة مص الإبهام تسبب مشاكل في نمو الفم وترتيب الأسنان واصطفافها. التهاب اللثة واحد من أكثر مشاكل الفم المصاحبة للحمل، يحدث 60-75% من النساء الحوامل.